# SHADOWS OF WAR
『SHADOWS OF WAR』（シャドウズ・オブ・ウォー）は、LOUDNESSのアルバム。1986年3月24日発売。
発売元はワーナーミュージック・ジャパン。

## 解説
帯コピーは俺たちのRockが世界を駆け巡る!!1986、ロック・キッズの夢をたくしラウドネスのニュー・アルバムは、ワールド・ワイドに飛んでいく。
今作発売から4か月後には、本作のリミックスアルバム「LIGHTNING STRIKES -Shadow Of War US Mix-」がリリースされた。そこではリミックスされた楽曲（曲によっては改題もされた）が異なる曲順で収録されている。
なお、同型番で「LIGHTNING STRIKES -Shadow Of War US Mix-」と同音源のものが本作と同じ曲名・曲順で収録された「SHADOWS OF WAR」も出されているので、注意が必要である。

## 収録曲
1. Shadows Of War　[6:04]
「LIGHTNING STRIKES」では「Ashes In The Sky」と改題された。
2. Let It Go　[4:16]
6thシングル。
3. Streetlife Dreams　[4:27]
「LIGHTNING STRIKES」では「Street Life Dream」と改題された。
4. Black Star Oblivion　[3:56]
5. One Thousand Eyes　[5:02]
「LIGHTNING STRIKES」では「1000 Eyes」と改題された。
6. Complication　[4:01]
7. Dark Desire　[4:22]
「LET IT GO」B面。
8. Face To Face　[3:51]
9. Who Knows (Time To Take A Stand)　[4:04]
「LIGHTNING STRIKES」ではサブタイトルが省かれた。

## 関連作品
- LIGHTNING STRIKES